# Тикваричи
Тикваричи (на сръбски: Тикварићи) е село в Босна и Херцеговина, разположено в община Власеница, в ентитета на Република Сръбска. Намира се на 402 метра надморска височина. Населението му според преброяването през 2013 г. е 50 души, от тях: 49 (98,00 %) сърби и 1 (2,00 %) от друга етническа група.

## Население
Численост на населението според преброяванията през годините:
- 1961 – 284 души
- 1971 – 295 души
- 1981 – 251 души
- 1991 – 165 души
- 2013 – 50 души